# Walter Feilchenfeldt junior
Walter Feilchenfeldt jun. (* 21. Januar 1939 in Amsterdam) ist ein Schweizer Kunsthändler, Sammler und Kunstforscher.

## Leben
Walter Feilchenfeldt junior wurde als Sohn von Walter Feilchenfeldt und Marianne Breslauer in Amsterdam geboren. Er siedelte mit seinen Eltern 1939 in die Schweiz über, wo sie zunächst in St. Gallen, dann Ascona und später in Zürich lebten.
Nach seinem Abschluss des Studiums der Volkswirtschaftslehre an der Universität Zürich (lic. oec. publ.) im Jahr 1965 ging er für anderthalb Jahre nach London zu Sotheby’s als Art Expert in das Impressionist & Modern Art Department.
1966 heiratete er die Engländerin Maria Christina Tugendhat (Schwester von Christopher Tugendhat und Michael Tugendhat). Im selben Jahr trat er in die Kunsthandlung Walter Feilchenfeldt in Zürich ein, die sein Vater als Nachfolgefirma des Kunstsalons Paul Cassirer 1948 dort gegründet hatte. 
Im Jahr 1990 übernahm er die Kunsthandelsfirma, welche er bis dahin mit Marianne Feilchenfeldt zusammen geführt hatte. Diese wurde 2012 in „Walter Feilchenfeldt AG, Kunstvermittlung & Kunstforschung“ umbenannt.

Von 1996 bis 2008 war Walter Feilchenfeldt jun. Präsident des KHVS (Kunsthandelsverband der Schweiz) und von 1999 bis 2001 Präsident der CINOA (Kunsthandels Weltverband).

## Wirken
Über die Jahre hinweg war Walter Feilchenfeldt jun. an zahlreichen internationalen Ausstellungen als beratender Kurator beteiligt.
Neben seiner Tätigkeit als Kunsthändler machte er sich einen Namen als Experte von Paul Cezanne und Vincent van Gogh, war Mitverfasser von John Rewalds Catalogue Raisonné über Cezannes Malerei (1996), sowie der aktualisierten Online-Version über die gesamten Werke, die Ende 2019 aufgeschaltet wurde.
Er ist Mitherausgeber mehrerer Publikationen, die die Ausstellungsaktivitäten des Kunstsalons Paul Cassirer dokumentieren.

Das Paul Cassirer Archiv befindet sich heute im Besitz der Walter Feilchenfeldt AG. Es umfasst die Geschäftsbücher, Ausstellungskataloge, Stockkarten und Protokollkataloge der Kunsthandlung Paul Cassirer. Die Geschäftskorrespondenz Paul Cassirer Berlin ist im Krieg verbrannt.

## Veröffentlichungen
- Vincent van Gogh & Paul Cassirer, Berlin: The reception of Van Gogh in Germany from 1901–1914 (= Amsterdam Van Gogh Museum Cahier 2). Uitgeverij Waanders, Zwolle 1988, ISBN 90-6630-129-5.
- The paintings of Paul Cézanne. A Catalogue Raisonné. John Rewald in collaboration with Walter Feilchenfeldt and Jane Warman. Harry N. Abrahams, New York 1996.
- By appointment only. Schriften zu Kunst und Kunsthandel Cézanne und Van Gogh. Nimbus.Kunst und Bücher, Wädenswil 2005, ISBN 978-3-907142-16-5.
- By appointment only. Cézanne, Van Gogh and some secrets of Art Dealing. Thames & Hudson, London/New York 2006, ISBN 050-0976-562.
- Vincent van Gogh – die Gemälde 1886–1890. Nimbus. Kunst und Bücher, Wädenswil 2009, ISBN 978-3-907142-38-7.
- «Das Beste aus aller Welt zeigen.» Kunstsalon Cassirer. Die Ausstellungen 1898–1905. Nimbus.Kunst und Bücher, Wädenswil 2011, ISBN 978-3-907142-40-0.
- «Den Sinnen ein magischer Rausch». Kunstsalon Cassirer. Die Ausstellungen 1905–1910. Nimbus.Kunst und Bücher, Wädenswil 2013, ISBN 978-3-907142-41-7.
- Vincent van Gogh. The years in France. Complete paintings 1886–1890. Wilson Publisher, London 2013.
- «Verheissung und Erfüllung zugleich». Kunstsalon Cassirer. Die Ausstellungen 1910–1914. Nimbus.Kunst und Bücher, Wädenswil 2016, ISBN 978-3-907142-42-4.
- »Denk nicht, sondern schau!« Eine Ansicht der Malerei über sieben Jahrhunderte. Hatje Cantz Verlag, 2023, ISBN 978-3-7757-5639-6.

## Ausstellungen
- 1990: Van Gogh und die Moderne. Essen, Folkwang Museum und Amsterdam, Van Gogh Museum
- 1993: Cézanne Gemälde. Tübingen, Kunsthalle
- 1995: Degas. Die Portraits. Zürich, Kunsthaus und Tübingen, Kunsthalle
- 1995: Cézanne. Paris, Galeries nationales du Grand Palais; London, [Tate Gallery] und Philadelphia Museum of Art
- 1998: „Classic Cézanne“ The Art of Paul Cézanne. Sydney, Art Gallery of New South Wales
- 2000: Cézanne, Vollendet – Unvollendet. Wien, Kunstforum und Zürich, Kunsthaus
- 2004: Cézanne, Aufbruch in die Moderne. Essen, Folkwang Museum
- 2009: Vincent van Gogh: Zwischen Erde und Himmel. Die Landschaften. Basel, Kunstmuseum
- 2014: Expedition ins Glück. 1910–1914. Landesmuseum, Zürich
- 2019: Landschaftszeichnungen aus der Sammlung eines Kunsthändlers. Stiftung Rolf Horn und Stiftung Schleswig-Holsteinische Landesmuseen Schloss Gottorf